# Cinq Mariages à l'essai
Pour plus de détails, voir Fiche technique et Distribution.
Cinq Mariages à l'essai (We're Not Married!) est un film américain de Edmund Goulding sorti en 1952.

## Synopsis
Un soir de Noël, Ramona et Steve entrent chez un juge de paix d'une petite ville de l'est des États-Unis spécialisée dans les mariages rapides et à toute heure. Malgré le fait que le vieux juge ne leur inspire pas vraiment confiance car il vient de recevoir son autorisation d'exercer, ils se marient.
Deux ans et demi plus tard, un autre magistrat découvre que le juge a exercé quelques jours trop tôt, la validité de sa nouvelle charge n'entrant en vigueur que le 1er janvier. Pendant la huitaine de jour concernée, le juge a marié six couples. Comme une de ces unions illégales a déjà été régularisée par un divorce, il reste cinq mariages "à l'essai" à traiter. Le magistrat leur écrit pour les informer de cette bévue.
Ramona et Steve Gladwyn œuvrent de pair dans une émission populaire radiophonique où ils forment le couple parfait, un véritable exemple pour toutes les familles américaines. Leur vie privée n'est pas idyllique. Ils reçoivent la lettre qui annonce que leur mariage n'est pas valable. Ils exultent mais la chaîne de radio leur fait remarquer qu'ils ne peuvent pas continuer à animer une émission familiale s'ils ne sont plus mari et femme. Et il y a beaucoup d'argent à la clef.
Annabel Norris gagne le concours de Madame Mississippi (Mrs. Mississippi contest), celui des femmes mariées, ce qui n'est pas pour enchanter son mari Jeff car elle a désormais trop d'engagements et il doit, lui, vaquer à toutes les obligations ménagères. Il reçoit la lettre, ce qui signifie qu'elle doit être démise de son titre, puisqu'elle n'est pas légalement mariée, et qu'elle va devoir réintégrer le foyer.
Le troisième couple, Katie et Hector Woodruff, a atteint une zone d'indifférence sympathique et de discussions convenues. Hector reçoit la lettre et se surprend, puisqu'il est de nouveau libre, à rêver à de nouvelles et nombreuses conquêtes.
Le riche homme d'affaires Freddie Melrose se fait piéger par sa femme Eve alors qu'il n'est coupable d'aucun adultère. Elle réclame le divorce et au moins la moitié de sa fortune. Freddie reçoit la lettre qui l'informe qu'officiellement il n'a pas convolé.
Le cinquième et dernier couple est séparé pour cause d'engagement militaire. Sur le quai de la gare, Willie Fischer apprend que Patsy est enceinte et plus tard dans le train, par une lettre, qu'ils ne sont pas mariés : il ne veut pas que son enfant naisse sans père.

## Fiche technique
- Titre original : We're not married!
- Titre français : Cinq Mariages à l'essai
- Réalisation : Edmund Goulding
- Scénario : Nunnally Johnson et Dwight Taylor, d'après une idée de Gina Kaus et Jay Dratler
- Image : Leo Tover
- Musique : Cyril Mockridge
- Son : W.D. Flick, Roger Heman Sr.
- Montage : Louis R. Loeffler
- Production : 20th Century Fox
- Pays : États-Unis
- Durée : 86 minutes
- Format : Noir et blanc
- Date de la sortie américaine : 11 juillet 1952

## Distribution
- Ginger Rogers : Ramona Gladwyn
- Fred Allen : Steve Gladwyn
- Victor Moore : Melvin Bush, juge de paix
- Marilyn Monroe : Annabel Jones Norris
- David Wayne : Jeff Norris
- Eve Arden : Katie Woodruff
- Paul Douglas : Hector Woodruff
- Eddie Bracken : Willie Fisher
- Mitzi Gaynor : Patricia « Patsy » Reynolds Fisher
- Louis Calhern : Freddie Melrose
- Zsa Zsa Gábor : Eve Melrose
- James Gleason : Duffy
- Paul Stewart : Procureur
- Jane Darwell : Mme Bush

Acteurs non crédités
- Jester Hairston : Le chef de chœur
- Harry Harvey : Dr Ned
- Gloria Talbott : La jeune femme dans le rêve d'Hector
- O. Z. Whitehead : Le facteur de Jeff

## Production
Il s'agit en fait d'un film à sketches - différentes visions de la vie de couple, différentes solutions - reliés par l'argument central de l'annulation administrative de plusieurs mariages.
La production du film a été assurée par Nunnally Johnson, également coauteur du scénario, qui a travaillé plusieurs fois avec Marilyn Monroe et qui, malgré ceci, a tenu des propos durs à son égard. Par exemple : "She was either too fey for me too understand, or too stupid, and certainly too unprofessionnal for me" ("Elle était trop bizarre à comprendre, ou trop stupide, et certainement pas assez professionnelle pour moi").

### Casting
Lee Marvin dans un tout petit rôle non crédité au générique, il joue Pinky dans le train dans le sketch militaire, le dernier du film.